# Sergio Escobedo
Sergio Escobedo Garduño (Ciudad de México, 10 de enero de 1931 — Ciudad Juárez, 10 de mayo de 2009) fue un pentatleta y esgrimista mexicano. Compitió en la prueba de pentatlón moderno en los Juegos Olímpicos de Roma 1960 donde acabó octavo y en las pruebas de esgrima.

## Biografía
Escobedo sirvió como coroneal en el ejército mexicano. Sus grandes éxitos llegaron con los Juegos Panamericanos, donde ganó la medalla de bronce en Chicago 1959 y en São Paulo 1963 en la categoría de equipos con José Pérez y Antonio Almada.